# Selago gossweileri
Selago gossweileri är en flenörtsväxtart som beskrevs av O.M. Hilliard. Selago gossweileri ingår i släktet Selago och familjen flenörtsväxter. Inga underarter finns listade i Catalogue of Life.